# Frédéric Peiremans
Frédéric Peiremans, deportivamente conocido como Peiremans (Nivelles, Brabante valón, Bélgica, 3 de septiembre de 1973), es un exfutbolista internacional belga. Jugaba de defensa derecho o en el centro del campo como pivote defensivo y desarrolló su carrera en la Primera División de Bélgica (RSC Anderlecht y Royal Charleroi SC), la Eredivisie (FC Twente) y la Liga española de fútbol (Real Sociedad). Durante su etapa en el fútbol español una lesión crónica forzó su prematura retirada a los 28 años de edad, sin que pudiera llegar a debutar en partido oficial.

## Trayectoria
Comenzó jugando al fútbol en el CS La Forestoise con 8 años de edad. En junio de 1983, con 10 años de edad pasó a la cantera del RSC Anderlecht.
Peiremans debutó el 13 de abril de 1994 con el primer equipo del Anderlecht jugando en un partido de la Liga de Campeones de la UEFA frente al Werder Bremen. Esa temporada 1993-94 el Anderlecht hizo doblete en las competiciones domésticas, pero el jugador de Nivelles no llegó a jugar un solo minuto ni en Liga ni en Copa.
La temporada siguiente, la 1993-94, hizo su debut en la Primera División de Bélgica y jugó 10 partidos. Su equipo se proclamó campeón de Liga, revalidando el título por tercer año consecutivo. Peiremans siguió jugando en el Anderlecht hasta 1998, pero no tuvo demasiada continuidad en su juego. La temporada 1995-96 fue la mejor de su paso por el Anderlecht. Fue titular en 20 encuentros de Liga y el 27 de marzo de 1996 debutó como internacional en un amistoso Bélgica-Francia 0:2. Ese año llegó a jugar 3 partidos como internacional.
El jugador se encontraba disconforme con su situación en el equipo, ya que los técnicos del Anderlecht no le dejaban jugar como centrocampista, sino que le utilizaban como defensa, puesto en el que detestaba jugar. En 1998 solicitó la posibilidad de ser cedido a un equipo donde pudiera demostrar que su puesto era el de pivote defensivo. A Peiremans le surgió la posibilidad de salir cedido al Royal Charleroi Sporting Club. Las aspiraciones del modesto club valón eran muy diferentes a las del Anderlecht, ya que no tenía posibilidades de disputar el título de Liga. En Charleroi, Peiremans tampoco tuvo demasiada suerte, aunque pudo jugar en 24 partidos en su puesto durante la temporada 1998-99, pasó por dos operaciones de rodilla que le impidieron jugar todo lo que hubiera deseado.
De cara a la temporada 1999-2000 se hizo con sus servicios por cuatro temporadas el FC Twente, donde se encontraban varios excompañeros suyos que recomendaron su fichaje. En Enschede Peiremans vivió probablemente el año más brillante de su carrera. El equipo alcanzó el 6.º puesto en la Liga y el jugador jugó 23 partidos y marcó 5 goles en la Eredivisie.  En el tramo final de la temporada sufrió una lesión que en principio no revestía mayor gravedad, pero que acabó degenerando hasta dar al traste con su carrera.

## Paso por la Real Sociedad y fin de su carrera
El 28 de junio de 2000 se anunció su fichaje por la Real Sociedad, equipo de la Primera división española. El belga firmó por tres temporadas con el equipo vasco, que pagó 600 millones de pesetas (3,6 millones de euros) al Twente por su fichaje. El jugador se había producido una rotura de fibras en los isquiotibiales en el último tramo de temporada con el Twente. Al parecer su lesión no se curó correctamente y ya en su primer entrenamiento con la Real se resintió y tuvo que retirarse. Una lesión aparentemente sin excesiva importancia fue el inicio de un auténtico calvario. Durante el proceso de recuperación su lesión se vio agravada con una bursitis y tras fallar tratamientos conservadores de la lesión finalmente el jugador se vio obligado a pasar por el quirófano a finales de septiembre. El periodo de recuperación de su lesión se estimaba tras la operación en 4 o 5 meses. No fue hasta marzo de 2001 que el belga pudo por fin entrenar con sus compañeros, 10 meses después de haberse producido su lesión original y el 7 de marzo debutó en un amistoso contra el Toulouse FC. El 1 de abril de fue convocado por primera vez como suplente en un partido oficial de Liga, aunque no llegó a saltar al campo. Cuando parecía que el belga iba a debutar en cualquier momento la desgracia se cebó de nuevo con él, ya que el 6 de abril se produjo una nueva rotura de fibras en una zona cercana a la de su anterior lesión durante un partido amistoso, el cuarto y último que disputó con la Real. Esa nueva lesión le hizo decir adiós definitivamente a la temporada.
De cara a la temporada 2001-02 el técnico de la Real Sociedad, John Benjamin Toshack, que había llegado a mitad de la temporada pasada, declaró a Peiremans transferible. Sin ofertas por el jugador belga, la Real Sociedad se decidió finalmente por cederlo al vecino equipo de la Sociedad Deportiva Eibar, que jugaba en la Segunda división española.  Tras comenzar la pretemporada entrenando con la Real, el 20 de julio se anunció su cesión al Eibar. Sin embargo Peiremans tampoco entró con buen pie en el equipo armero, ya que cuando llevaba pocos días entrenando con su nuevo equipo, el 27 de julio, se volvió a lesionar de nuevo con una sobrecarga muscular. Las lesiones musculares de Peiremans parecía que se habían convertido ya en crónicas y el jugador no pudo debutar con su nuevo equipo al inicio de la temporada, ni siquiera en algún amistoso. El 15 de septiembre el jugador anunció de forma sorpresiva que renunciaba a jugar en el Eibar durante la temporada 2001-02, pidiendo que no se tramitara su ficha.  El jugador se encontraba moralmente hundido al verse incapaz de superar sus dolores musculares. Peiremans regresó a su país donde fue examinado por un médico de confianza que le diagnosticó síndrome del piriforme, dolencia que prácticamente descartaba que pudiese volver a jugar al fútbol. El 23 de octubre Peiremans anuncio oficialmente su retirada del fútbol
La Real Sociedad solicitó la incapacidad de Peiremans y pidió a su seguro médico el pago de los 3,6 millones de euros que costó su fichaje en 2000. El caso Peiremans se acabó dirimiendo en los tribunales y el 29 de septiembre de 2004 estos dieron la razón al club y jugador en contra de las alegaciones de la aseguradora, recibiendo el club el dinero que costó su fichaje más intereses y el jugador una pensión de invalidez de Tras varios recursos de la compañía de seguros, el club no vio el dinero debido hasta el año 2009.

## Selección nacional
Fue internacional con la Selección nacional de fútbol de Bélgica en 3 ocasiones. Sus tres internacionalidades se produjeron en 1996. Fue convocada en una cuarta ocasión más, pero no jugó en ese partido. Con anterioridad había sido internacional Sub-21.

## Clubes
| Club               | País         | Año       |
| ------------------ | ------------ | --------- |
| RSC Anderlecht     | Bélgica      | 1993-1998 |
| Royal Charleroi SC | Bélgica      | 1998-1999 |
| FC Twente          | Países Bajos | 1999-2000 |
| Real Sociedad      | España       | 2000-2001 |
| SD Eibar           | España       | 2001      |

## Palmarés

### Campeonatos nacionales
| Título               | Club           | País    | Año  |
| -------------------- | -------------- | ------- | ---- |
| Liga Belga           | RSC Anderlecht | Bélgica | 1995 |
| Supercopa de Bélgica | RSC Anderlecht | Bélgica | 1995 |

## Estadísticas
| Temporada     | Club               | Categoría                      | Liga  | Liga  | Copa  | Copa  | Europa | Europa | Total | Total |
| Temporada     | Club               | Categoría                      | Part. | Goles | Part. | Goles | Part.  | Goles  | Part. | Goles |
| ------------- | ------------------ | ------------------------------ | ----- | ----- | ----- | ----- | ------ | ------ | ----- | ----- |
| 1993/94       | RSC Anderlecht     | Primera División de Bélgica    | 0     | 0     | 0     | 0     | 1      | 0      | 1     | 0     |
| 1994/95       | RSC Anderlecht     | Primera División de Bélgica    | 10    | 0     | 3     | 0     | 4      | 0      | 17    | 0     |
| 1995/96       | RSC Anderlecht     | Primera División de Bélgica    | 20    | 3     | 3     | 0     | 0      | 0      | 23    | 3     |
| 1996/97       | RSC Anderlecht     | Primera División de Bélgica    | 18    | 1     | 2     | 0     | 4      | 0      | 24    | 1     |
| 1997/98       | RSC Anderlecht     | Primera División de Bélgica    | 21    | 0     | 1     | 0     | 5      | 2      | 27    | 2     |
| 1998/99       | Royal Charleroi SC | Primera División de Bélgica    | 24    | 1     | ?     | ?     | 0      | 0      | ?     | ?     |
| 1999/00       | FC Twente          | Eredivisie de los Países Bajos | 23    | 5     | ?     | ?     | 0      | 0      | ?     | ?     |
| 2000/01       | Real Sociedad      | Primera División de España     | 0     | 0     | 0     | 0     | -      | -      | 0     | 0     |
| 2001/02       | SD Eibar           | Segunda División de España     | 0     | 0     | 0     | 0     | -      | -      | 0     | 0     |
| Total carrera | Total carrera      | Total carrera                  | 116   | 10    | 9+?   | 0+?   | 14     | 2      | 139+? | 12+?  |

## Trivia
- Durante su paso por España el jugador lucía un llamativo look con la cabeza completamente rapada debido a su calvicie. Antes de ello el jugador lucía una cabellera rubia platino.
- Varios músicos vascos provenientes de diversas bandas de pop-rock; Gorka Urbizu de Berri Txarrak, Haritz Beristain Txiki de Kashbad e Imanol Ubeda (Deabruak Teilatuetan / Bide Ertzean) formaron en 2005 una banda puntual que grabó un disco compuesto por 5 temas, uniéndose a ellos en los directos Marino Goñi Balerdi Balerdi. El grupo se llamó Peiremans+, siendo el nombre del grupo un homenaje al futbolista. Con posterioridad se volverían a reunir llamándose en esa ocasión Colemans+, en homenaje esta vez del que fue durante unos meses entrenador de la Real Sociedad, Chris Coleman. La Banda regresó a los escenarios en 2015